# اکواسی یبوآه
اکواسی ابیی یبوآه (زادهٔ ۱۵ ژوئن ۱۹۹۷‏) یک بازیکن حرفه‌ای بسکتبال بریتانیایی است که در تیم شارک تراپانی در لیگ لگا سری آ بازی می‌کند. یبوآه پیش از این برای تیم کنت کروزادرز در لیگ ملی بسکتبال انگلیس (NBL) رقابت کرده و در سال ۲۰۱۵ تیم را به قهرمانی رسانده است. او سه فصل را برای تیم بسکتبال دانشگاهی استونی بروک سی وولوز بازی کرد و سپس به عنوان دانشجوی کارشناسی ارشد به تیم راگتس اسکارلت نایتس منتقل شد.

## اوایل زندگی و حرفه
یبوآه در سکندی تاکرادی، که شهری در کشور غنا است، به دنیا آمد و در سن نه سالگی به حومه لندن در منطقه چیکول، نقل مکان کرد. یبوآه ابتدا به عنوان بازیکن فوتبال شروع کرد و تا سن ۱۳ سالگی به بسکتبال نپرداخت. به گفته خودش، در آغاز در بسکتبال بسیار ضعیف بوده است. معلم تربیت بدنی او، او را به این ورزش تشویق کرد و این مسئله باعث شد تا انگیزه بیشتری برای بهبود عملکردش در بسکتبال پیدا کند.

## دوران دانشگاهی

### استونی بروک (۲۰۱۶–۲۰۱۹)

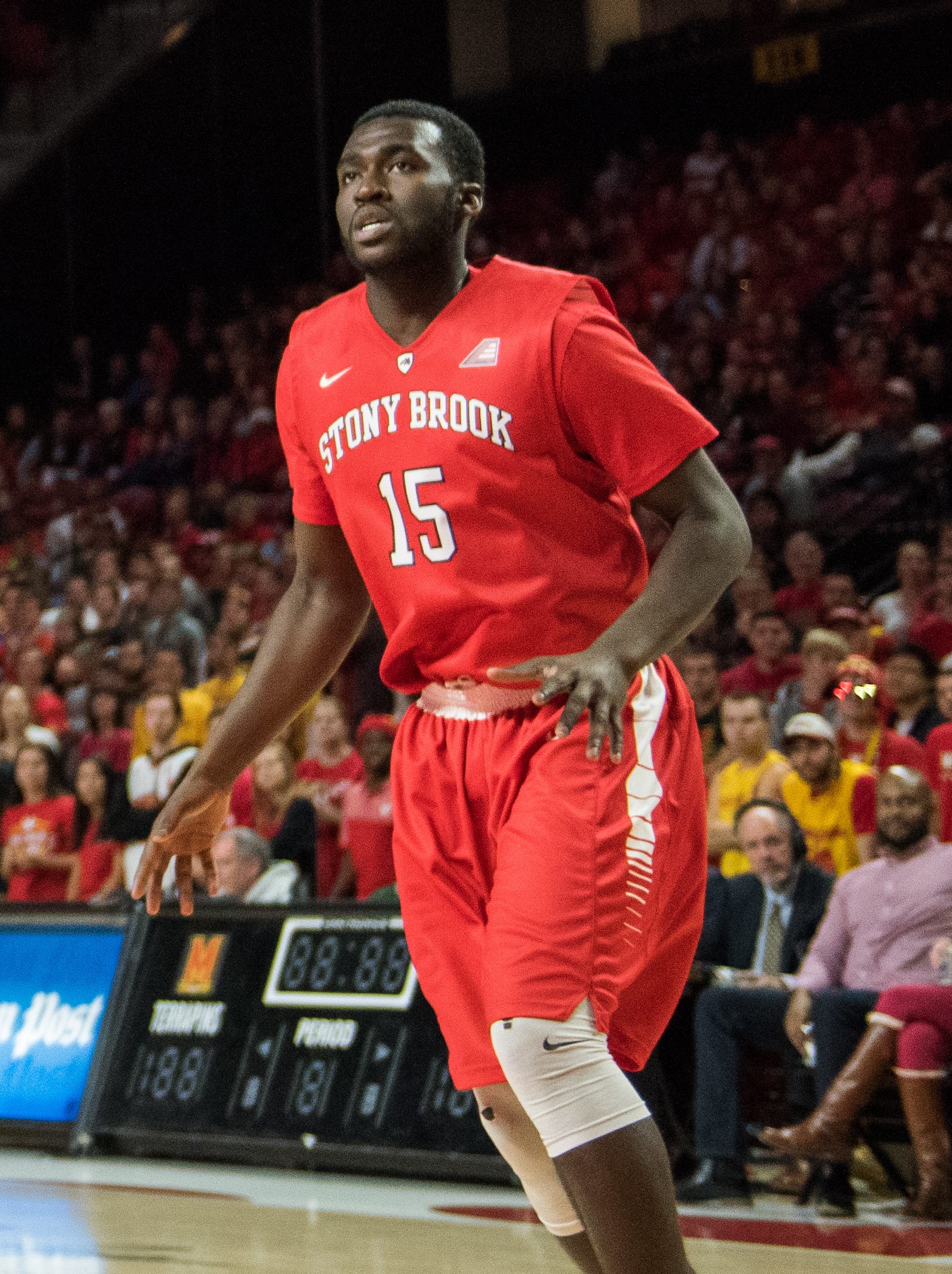
یبوآه در سال ۲۰۱۶ با لباس تیم استونی بروک

یبوآه در اولین فصل خود در استونی بروک به دلیل نداشتن زمان بازی پیش‌بینی شده، به‌طور رسمی بازی نکرد و این فصل آخرین سال یبوآه در این تیم دانشگاهی بود و پس از آن به تیم راجرز پیوست. استونی بروک برای اولین بار در تاریخ خود به تورنمنت جام قهرمانی ان‌سی‌ای‌ای راه یافت و یبوآه فصل را به دلیل کمبود زمان بازی از دست داد. به‌عنوان یک تازه‌وارد، یبوآه به‌طور میانگین ۹٫۵ امتیاز و ۵٫۱ ریباند در هر بازی کسب کرد. او در دور اول تورنمنت آمریکا ایست یک پیروزی با نتیجه ۷۰–۶۰ مقابل بینگهمتون رسید.
در فصل دوم خود، یبوآه به‌طور میانگین ۱۵٫۳ امتیاز و ۵٫۱ ریباند در هر بازی کسب کرد. او در این فصل ۹ بازی با بیش از ۲۰ امتیاز داشت و به تیم دوم آمریکا ایست راه یافت. او در تاریخ ۷ دسامبر ۲۰۱۷ در مقابل کلمبیا با کسب ۳۰ امتیاز و ۸ ریباند رکورد شخصی جدیدی ثبت کرد.
یبوآه در ۱۲ بازی اول فصل سوم خود به‌طور میانگین ۲۰٫۴ امتیاز کسب کرد. در تاریخ ۲۲ دسامبر ۲۰۱۸ در برابر تیم کویینپیاک، یبوآه دچار کشیدگی زانو شد اما پس از یک غیبت به ترکیب تیم بازگشت. یبوآه در فصل سوم خود برای تیم سی‌ولفز به‌طور میانگین ۱۶٫۷ امتیاز و ۷٫۷ ریباند در هر بازی کسب کرد.
در طول سه فصل حضور در استونی بروک، یبوآه مجموعاً ۱٬۳۱۷ امتیاز کسب کرد که ششمین رکورد برتر در تاریخ تورنمنت است.
در تاریخ ۲ مه ۲۰۱۹، یبوآه وارد پورتال انتقال شد و به‌عنوان یک دانشجوی فارغ‌التحصیل در حال انتقال در استونی بروک ماند.
با این حال او در تاریخ ۲ مه ۲۰۱۹، اعلام کرد که به راجرز منتقل خواهد شد و با سرمربی سابق خود، استیون پیکی‌ل، دوباره دیدار خواهد کرد. پیکی‌ل یبوآه را «مهره‌ای بزرگ برای تیم» خواند. یبوآه نقش کلیدی در کمک به راجرز برای داشتن یکی از بهترین رکوردهای خانگی و قهرمانی فصل ۲۰۰۶ ایفا کرد. یبوآه در تاریخ ۲۶ ژانویه ۲۰۲۰ در پیروزی ۷۵–۷۲ مقابل نبراسکا ۲۰ امتیاز کسب کرد، از جمله یک پرتاب سه امتیازی که باعث تساوی بازی در دو دقیقه پایانی شد و به این ترتیب به رکورد ۱٬۵۰۰ امتیاز رسید. در فصل پایانی خود، یبوآه به‌طور میانگین ۹٫۸ امتیاز و ۴٫۸ ریباند در هر بازی کسب کرد و موفق به دریافت جایزه ورزشی بیگ‌تن شد.

## بازی‌های ملی
یبوآه برای تیم ملی بریتانیا در رده‌های سنی ۱۶، ۱۸ و ۲۰ سال بازی کرد. در سال ۲۰۱۷ او قهرمان اروپا در دسته بی را با تیم زیر ۲۰ سال انگلستان کسب کرد. او به‌طور میانگین ۱۴٫۳ امتیاز، ۴٫۷ ریباند و ۰٫۹ پاس گل در هر بازی کسب کرد. یبوآه در بازی رده‌بندی با کسب ۲۲ امتیاز و ثبت ۶ ریباند، در پیروزی ۸۱–۶۵ مقابل روسیه به تیمش کمک کرد.